# Fügenberg
Fügenberg is een gemeente in het district Schwaz in de Oostenrijkse deelstaat Tirol.

## Geografie
Fügenberg is qua oppervlakte een van de grotere gemeentes in het Zillertal. Het strekt zich uit boven het naburige Fügen over brede berghellingen en enge dalen van de Tuxer Voralpen. Tot de gemeente behorende kernen Fügenberg, Pankrazberg en Hochfügen. Het gemeentegebied ligt grotendeels op de berghellingen. Tot de gemeente behoren delen van twee in de Tuxer Voralpen gelegen dalen, te weten het vanuit Schlitters lopende Öxltal met de Kaunzalm en het Finsingtal met daarin het op ongeveer 1500 meter hoogte gelegen wintersportoord Hochfügen.

## Geschiedenis
De op de berghellingen gelegen nederzettingen in het Zillertal ontstonden ten tijde van de cultivatie van deze hellingen in de middeleeuwen, toen agrarische exploitatie van de in het dal gelegen gronden niet langer voldoende opbrengst gaf. Fügenberg werd in 1315 voor het eerst vermeld als Fügerberg. Toen na de napoleontische oorlogen het hele Zillertal werd ingedeeld in gemeentes (net als de rest van Tirol) werden Fügenberg en Pankrazberg samen de huidige gemeente Fügenberg.
Sinds de middeleeuwen werd er in het gemeentegebied gedurende meerdere eeuwen gezocht naar bodemschatten, waaronder goud en ijzererts. Het voorkomen van ijzererts in het Zillertal was vanwege de gestegen ijzerbehoefte interessant voor de grotere zilver- en kopermijnen rond Schwaz en Kitzbühel.
Tussen 1562 en 1760 waren er negen mijngangen op de zuidoostelijke flank van de bergrug met de toppen Grätzenkopf en Samjoch in het Öxltal. Ook aan de zijde van Schwaz waren mijngangen. Het gedolven materiaal werd in leren zakken vervoerd. Deze zestig tot tachtig kilogram zware zakken werden met lastdieren en karren naar de ijzersmelterij, naar Kleinboden (gemeente Fügen). De lege zakken werden door grote honden weer naar boven gedragen. Schattingen van de jaarlijkse productie aan ijzererts lopen uiteen tussen 200 en 5000 ton. Rond de 500 mannen vonden werk in de ijzersmelterijen en de mijnen. In 1999 werd op 1783 meter hoogte een mijngang in het Öxltal ter bezichtiging opengesteld.

## Economie en infrastructuur
Fügenberg is een verspreide nederzetting, die tot enkele decennia geleden alleen door boeren bewoond werd. Met de opkomst van de wintersport is deze situatie veranderd en zijn de boerenbedrijven drastisch in aantal afgenomen.
Fügenberg is economisch en cultureel sterk verweven met Fügen. Vanuit het centrum van Fügen loopt een weg via Fügenberg naar het hoteldorp Hochfügen.